# Associació Esportiva Prat
La Associació Esportiva Prat es un club de fútbol español del municipio de El Prat de Llobregat (Barcelona). Fue fundado en 1945 y actualmente juega en el Grupo V de la Tercera Federación.

## Historia
Los primeros clubes de fútbol del Bajo Llobregat fueron clubes de aficionados. Fue hacia los años 30 cuando aparecieron la Peña Gol y la Peña Merengues y los dos primeros clubes de cierta relevancia, el Club Deportiu Prat (1934) y el CD Internacional (1935). Ambas entidades se fusionaron el año 1939 por iniciativa de Rafael Mas, dando lugar a la Unió Deportiva Prat, que en su primer año de vida ganó el Campeonato de Cataluña Amateur. Pero su éxito fue su muerte, ya que se desmanteló el equipo y el club acabó desapareciendo.
El 7 de febrero de 1945, nació el actual Associació Esportiva Prat bajo la presidencia de Josep Aleu Torres. Como curiosidad cabe destacar que Josep Aleu era hermano de Valdiri Aleu, que fue presidente de la Santboiana de rugby y cuyo estadio lleva hoy en día su nombre. El primer partido, de carácter amistoso, que jugó después de su fundación fue el 19 de marzo contra el CF Gavá (victória 2-1) en el campo de Fondo d'en Peixo.
En sus inicios, el color de pantalón era el negro pero con el tiempo se adoptó el azul actual. En la década de los 50, coincidiendo con los primeros años de vida del club, el AE Prat alternó la Primera y la Segunda Regional. Fue con la llegada de Miquel Riera a la presidencia y su aportación económica, cuando la entidad vivió una etapa de relanzamiento y los primeros éxitos importantes de su historia. Riera estaría un total de 6 temporadas al frente del club, siendo en la actualidad el cuarto presidente que más tiempo ha estado en el cargo.
Concretamente, en la década de los 60 el AE Prat jugó las dos únicas finales de Copa Cataluña que ha disputado hasta el momento. La de la temporada 63-64, jugada en L'Hospitalet, se perdió (3-1) contra el Montcada. Unos años después los potablava repetían final, en este caso en un formato triangular contra Vic y L'Hospitalet que acabaría ganando este último. En esta década de los 60 y los 70 se encuentran los dos máximos goleadores de la historia del club, Julián Porras y Kike Salvador con más de 100 goles cada uno. También destacan en esta época otros jugadores destacados como José María Peláez, defensa pratense que ha vestido en más de 300 ocasiones la camiseta potablava.

## Primer Ascenso a Tercera División
En la temporada 84-85, el AE Prat consigue el primer ascenso de su historia a Tercera División, militando tres temporadas en esta categoría, hasta que en la 86-87 vuelve a la Regional Preferente. Durante casi dos décadas el club va alternando la Regional Preferente con la Primera Catalana y no es hasta la temporada 2002-03 que vuelve a ascender a Tercera División. Durante esta época se alternan la presidencia Carles Piñol (19 temporadas) y Lluís Mijoler (17 temporadas en total), alternando la presidencia y la Junta Gestora. La experiencia en Tercera División volvió a ser efímera para los pratenses ya que su andadura en esta categoría solo duró un año volviendo a descender y jugando la 2003-04 en Primera Catalana. Precisamente esa temporada fue la del cambio de campo. La entidad dejó de jugar en el Fondo d'en Peixo y pasó a jugar en el Sagnier, que el 12 de octubre del 2003 acogió el primer partido del conjunto pratense.

## Llegada a la presidencia de Luis Quiñonero
Coincidiendo con esta nueva experiencia en Primera Catalana, el actual presidente Luis Quiñonero, se hizo cargo de la presidencia, viviendo el AE Prat su época más laureada llegando esta temporada a los 20 años al frente del club, convirtiéndose en el presidente más longevo de la entidad pratense. En la temporada 2005-06 se vuelve a subir a Tercera División, estando dos temporadas y volviendo la 2008-09 otra vez a Tercera. Una temporada más tarde se juega por primera vez una eliminatoria de ascenso a Segunda B (actual Segunda Federación) enfrentándose al Osasuna Promesas. El equipo pierde los dos partidos por la mínima (1-0) y queda eliminado, quedándose a las puertas del ascenso. Un objetivo que se conseguiría unos años más tarde, concretamente el 27 de mayo de 2012 consiguiendo derrotar al Atlético Sanluqueño en el partido de vuelta (2-0) y subiendo a Segunda División B.
El 25 de agosto de 2012 debuta en Segunda División B de España, en el Grupo III, con una victoria por 1-0 sobre el Reus en el Municipal Sagnier y cuatro días después (el 29 de agosto) se estrena en la Copa del Rey de España, competición en la que llegó a tercera ronda, después de derrotar en esta primera eliminatoria al Gimnàstic de Tarragona (2-1) y hacer una gran hazaña en la segunda ronda, en la que derrotó al Real Oviedo después de empatar (0-0) en el Carlos Tartiere y superar al conjunto carbayón en los penaltis (4-5) en un partido disputado en el Carlos Tartiere. En la siguiente ronda se enfrentarían a la U. E. Llagostera que vencería por 2 goles a 3, quedando eliminados y quedándose a las puertas de enfrentarse a un Primera División, que después del sorteo realizado hubiera enfrentado a los potablava con el Valencia.
El 29 de mayo de 2016 vuelve a subir a Segunda División B de España, después de ganar 3-1 en el Sagnier y perder 1-0 en la vuelta contra el Osasuna B. Una eliminatoria que será siempre recordada en el Prat porqué en este partido de vuelta se desplazaron a Tajonar más de 400 aficionados para animar al conjunto potablava.
La experiencia en Copa del Rey del AE Prat volvió unos años después, concretamente en la temporada 16-17 cuando se enfrentó al Lleida en partido disputado en Mollerussa y cayendo derrotados por la mínima (1-0). En este mismo ejercicio, destaca la victoria de los pratenses en el Rico Pérez contra el Hércules (0-2), con goles de Fran Piera y Ernest Forgas aunque a final de temporada se pierde la categoría jugando la 17-18 en Tercera División. Dos temporadas consecutivas en Tercera dan pie a un nuevo ascenso, en este caso la temporada 18-19, después de clasificar en cuarta posición, y jugar las tres eliminatorias contra Ceuta, Tamaraceite y Portugalete con el factor campo en contra.
Después de cuatro temporadas consecutivas en Segunda B (ahora llamada Segunda RFEF) el AE Prat pierde la categoría en la campaña 22-23 consumando el descenso a Tercera RFEF y cerrando la etapa de Pedro Dólera al frente del equipo. El técnico que más partidos ha dirigido al conjunto potablava en su historia (308) se despidió de la entidad después de un total de 444 encuentros, entre jugador y entrenador. Hay que decir, eso sí, que el récord de partidos jugados con la camiseta pratense lo tiene el portero Toni Teixeira con un total de 401 disputados con la camiseta potablava. 

## Instalaciones
Nombre del estadio: Estadi Municipal Sagnier. 
Capacidad: 2,500 espectadores
Dirección: C/Roure s/n, 08820 - El Prat de Llobregat (Barcelona).
Coordenadas: 41.32023 , 2.08335

## Trayectoria
Campeonatos de liga

2024-2025: Tercera Federación (Grupo 5)

2023-2024: Tercera Federación (Grupo 5)

2022-2023: Segunda Federación (Grupo 3)

2021-2022: Segunda Federación (Grupo 3)

2020-2021: Segunda División B (Grupo 3)

2019-2020: Segunda División B (Grupo 3)

2018-2019: Tercera División (Grupo 5)

2017-2018: Tercera División (Grupo 5)

2016-2017: Segunda División B (Grupo 3)

2015-2016:	Tercera División (Grupo 5)

2014-2015:	Tercera Divisió (Grup 5)

2013-2014:	2.ª división B (Grupo 3)

2012-2013:	2.ª división B (Grupo 3)

2011-2012:	Tercera División (Grupo 5)

2010-2011:	Tercera División (Grupo 5)

2009-2010:	Tercera División (Grupo 5)

2008-2009:	Tercera División (Grupo 5)

2007-2008:	Primera Catalana

2006-2007:	Tercera División (Grupo 5)

2005-2006:	Tercera División (Grupo 5)

2004-2005:	Primera Catalana

2003-2004:	Primera Catalana

2002-2003:	Tercera División (Grupo 5)

2001-2002:	Primera Catalana

2000-2001:	Primera Catalana

1999-2000:	Primera Catalana

1998-1999:	Primera Catalana

1997-1998:	Regional Preferente

1996-1997:	Primera Catalana

1995-1996:	Primera Catalana

1994-1995:	Regional Preferente

1993-1994:	Regional Preferente

1992-1993:	Regional Preferente

1991-1992:	Regional Preferente

1990-1991:	Regional Preferente

1989-1990:	Regional Preferente

1988-1989:	Regional Preferente

1987-1988:	Regional Preferente

1986-1987:	Tercera División (Grupo 5)

1985-1986:	Tercera División (Grupo 5)

1984-1985:	Tercera División (Grupo 5)

1983-1984:	Regional Preferente

1982-1983:	Primera Regional

1981-1982:	Segunda Regional

1980-1981:	Segunda Regional

1979-1980:	Segunda Regional

1978-1979:	Primera Regional

1977-1978:	Primera Regional

1976-1977:	Primera Regional

1975-1976:	Regional Preferente

1974-1975:	Primera Regional

1973-1974:	Primera Regional

1972-1973:	Primera Regional

1971-1972:	Primera Regional

1970-1971:	Primera Regional

1969-1970:	Regional Preferente

1968-1969:	Primera Regional

1967-1968:	Primera Regional

1966-1967:	Primera Regional

1965-1966:	Primera Regional

1964-1965:	Primera Regional

1963-1964:	Segunda Regional

1962-1963:	Categoría de aficionados

1961-1962:	Primera Regional

1960-1961:	Primera Regional

1959-1960:	Segunda Regional

1958-1959:	Primera Regional

1957-1958:	Segunda Regional

1956-1957:	Primera Regional

1955-1956:	Segunda Regional

1954-1955:	Segunda Regional

1953-1954:	Segunda Regional

1952-1953:	Primera Regional

1951-1952:	Primera Regional

1950-1951:	Segunda Regional

1949-1950:	Segunda Regional

1948-1949:	Segunda Regional

1947-1948:	Segunda Regional

1946-1947:	Segunda Regional

1945-1946:	Segunda Regional

## Palmarés
- 1 Campeonato de Cataluña Amateur (1939-40), como UD Prat.
- 2 Campeonatos de Tercera División Catalana (2012 y 2016), como AE Prat.
- 1 Título del Torneig d'Històrics del fútbol català.
- 2 Participaciones en Copa del Rei (12-13 y 16-17)
- 7 Temporadas en Segunda B (Ahora Segunda RFEF)